# Lunitari, la Luna Roja
Lunitari es uno de los dioses de la neutralidad en el escenario de campaña Dragonlance del juego de rol Dungeons & Dragons y en la saga de novelas relacionadas, y una luna homónima del planeta Krynn.
Lunitari es usualmente conocida como La Dama Velada. Otras nomenclaturas son Candil de la Noche o Doncella de la Ilusión.

## Lunitari, la Luna Roja
En el mundo de Krynn, donde transcurren las historias, también se llama a Lunitari La Luna Roja o Luz Hechicera, la segunda más grande de las tres lunas que lo orbitan, y a ella afectan los poderes de la magia neutral. Se cree que fue creada por la diosa.
Los habitantes de Krynn llaman El Ojo a la conjunción de Lunitari con Solinari y con Nuitari. Esa noche se incrementan los poderes de todos los magos que obtienen su magia de las lunas.
En la novela El Guardián de Lunitari, de la serie Preludios de la Dragonlance, dos de los protagonistas de las Crónicas de la Dragonlance, Kitiara Uth Matar y Sturm Brightblade, viajaron a esta luna gracias a un barco volador tripulado por gnomos. Según ese libro, el satélite estaba habitado por un dragón broncíneo, por árboles semiinteligentes y por un humano llegado por accidente. Además se cuenta que la gravedad de Lunitari es más baja y abundan formaciones de cristal rojo.

## La diosa Lunitari
Lunitari es la hija de Gilean y de una madre desconocida. Es la diosa de los magos Túnica Roja, como Raistlin Majere en principio, los magos de la neutralidad. Aunque Raistlin abandona la neutralidad en favor de la Túnica Negra de la Maldad, no deja de ser nunca el favorito de la diosa.
Lunitari, junto con sus primos Solinari y Nuitari vive únicamente para la magia. Unida a sus dos primos, otorgan a los elfos en la Primera Guerra de los Dragones los cinco Orbes de los Dragones, que sirven para atrapar la esencia de cada una de las cinco razas de dragones malignos y ayudarles así a ganar la guerra, por lo que son expulsados de Krynn.
Después de que la Gemagrís sea robada de la luna de Lunitari, los dioses de la magia, incluida Lunitari, vuelven.
- Datos: Q11934289